# 1717
1717 (MDCCXVII) je bilo navadno leto, ki se je po gregorijanskem koledarju začelo na petek, po 11 dni počasnejšem julijanskem koledarju pa na ponedeljek.

## Dogodki
- Francozi ustanovijo New Orleans.
- Evgen Savojski premaga Turke pri Beogradu.

## Rojstva
- 28. januar - Mustafa III., sultan Osmanskega cesarstva († 1774)
- 13. maj - Marija Terezija, avstrijska cesarica († 1780)
- 16. november - Jean le Rond d'Alembert, francoski filozof, fizik, matematik († 1783)

## Smrti
- 9. junij - Jeanne-Marie Bouvier de la Motte-Guyon, bolj znana kot Madame Guyon, francoska mistikinja (* 1648)